# Пјан деле Пјеве (Римини)
Пјан деле Пјеве је насеље у Италији у округу Римини, региону Емилија-Ромања.
Према процени из 2011. у насељу је живело 306 становника. Насеље се налази на надморској висини од 56 м.